# Geografia del Gargano
Il Promontorio Garganico, da un punto di vista puramente geografico, è separato dal resto della Puglia da una linea ideale che, dal punto più occidentale del Golfo di Manfredonia, procede in direzione Nord-Ovest fino a congiungersi con il confine del Molise.

## Storia geologica
La formazione del promontorio garganico risale al periodo Giurassico, quando si sono depositate le rocce più antiche, oggi visibili in affioramento. Notizie di rocce ancora più antiche provengono dai pozzi esplorativi per la ricerca di idrocarburi, effettuati negli ultimi decenni in varie parti del Gargano e da un noto affioramento visibile presso la Punta Pietre Nere (Marina di Lesina).
La paleogeografia dell'area in cui si depositavano i sedimenti che oggi costituiscono le rocce garganiche era molto diversa da quella attuale. L'Italia meridionale era un susseguirsi di aree di mare poco profondo in cui si depositavano sabbie e fanghi carbonatici formando le piattaforme carbonatiche (nel Gargano la Piattaforma Apula), separate da stretti e a volte profondi bracci di mare denominati bacini..
Diversa era anche la latitudine e quindi le condizioni climatiche: lo dimostra la presenza di rocce che contenenti fossili di coralli.
Queste condizioni persistettero per tutto il Giurassico e l'Eocene e, in parte, durante il Miocene.
L'area garganica, insieme al resto dall'Italia meridionale, durante quel periodo era molto simile al paesaggio odierno delle Isole Bahamas (isolotti, lagune, piane di marea, scogliere coralline): proprio in questo tipo di ambiente si depositarono la maggior parte delle rocce garganiche.

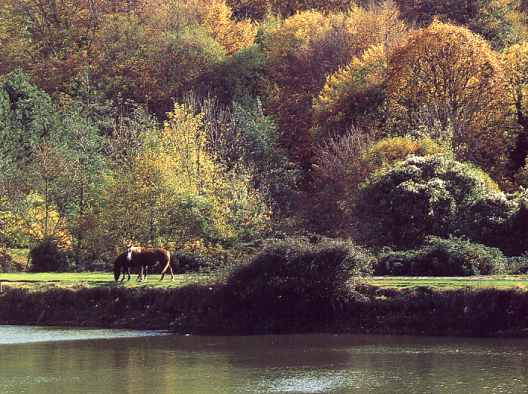
Un tratto della foresta Umbra

### Il "sollevamento" del Gargano
Le rocce che costituiscono il Promontorio del Gargano si sono formate in un ambiente marino, mentre attualmente esse si trovano a varie altezze rispetto al livello del mare odierno.
La causa di questa emersione è riferibile a due meccanismi:
- Oscillazioni del livello marino causate da glaciazioni e deglaciazioni. Tali oscillazioni, però, hanno raggiunto massimo qualche centinaio di metri, mentre molte aree garganiche raggiungono quote superiori ai 800 m. Per questo motivo si è soliti pensare che solo alcune zone costiere possono essere state influenzate da questo meccanismo, mentre per tutte le altre bisogna ipotizzarne altri.
- Tettonica delle placche e precisamente nella collisione tra la Placca Africana e la Placca Europea, iniziata nel Cretaceo superiore. L'area garganica pur non essendo una vera e propria catena montuosa (zona di avampaese), ha indirettamente subito gli effetti dei movimenti relativi tra le due placche e in particolare gli sforzi dovuti all'avvicinarsi prima della catena dinarica e successivamente di quella dell'Appennino meridionale. Dunque le rocce del Gargano sono state in parte "strizzate” e l'effetto di questa compressione sarebbe secondo alcuni la struttura stessa del Gargano (una blanda piega con asse orientato NO-SE)[6], mentre per altri le rocce garganiche si sono frantumate, dando luogo alla miriade di faglie che interessano il promontorio e che sono responsabili dei numerosi terremoti che hanno interessato l'area garganica[7][8][9][10]

Le varie faglie riscontrabili nel Gargano possono essere raggruppate in tre sistemi principali:
- faglie ad orientamento NO-SE (appenniniche);
- faglie ad orientamento E-O (garganiche);
- faglie ad orientamento NE-SO (antiappenniniche)

Queste faglie si sono mosse sia lungo il piano orizzontale (faglie trascorrenti) che lungo il piano verticale (faglie dirette e inverse) durante la loro esistenza.
Tra le faglie ad orientamento E-0, molto importanti nel contesto strutturale garganico, si ricordi la “Faglia di Mattinata” (o Faglia di valle Carbonara), che divide in due il Gargano e su cui sono sorti numerosi comuni come San Marco in Lamis, San Giovanni Rotondo, Monte Sant'Angelo e Mattinata.
Esistono pareri contrastanti sul tipo e senso di movimento di questa faglia: per alcuni si tratterebbe di una trascorrente destra per altri di una trascorrente sinistra e per altri di una faglia inversa.
Il primo sollevamento d'una certa entità del Gargano sembra essere iniziato nel Miocene e proseguito con fasi alterne nel Pliocene, quando questa regione iniziò ad assumere la morfologia attuale, contemporaneamente plasmata dall'azione degli agenti atmosferici e del fenomeno carsico.
I movimenti di sollevamento continuano anche nel Pleistocene, quando l'Uomo fa la sua comparsa sul promontorio, e fino ad oggi, anche se blandamente.

## Orografia

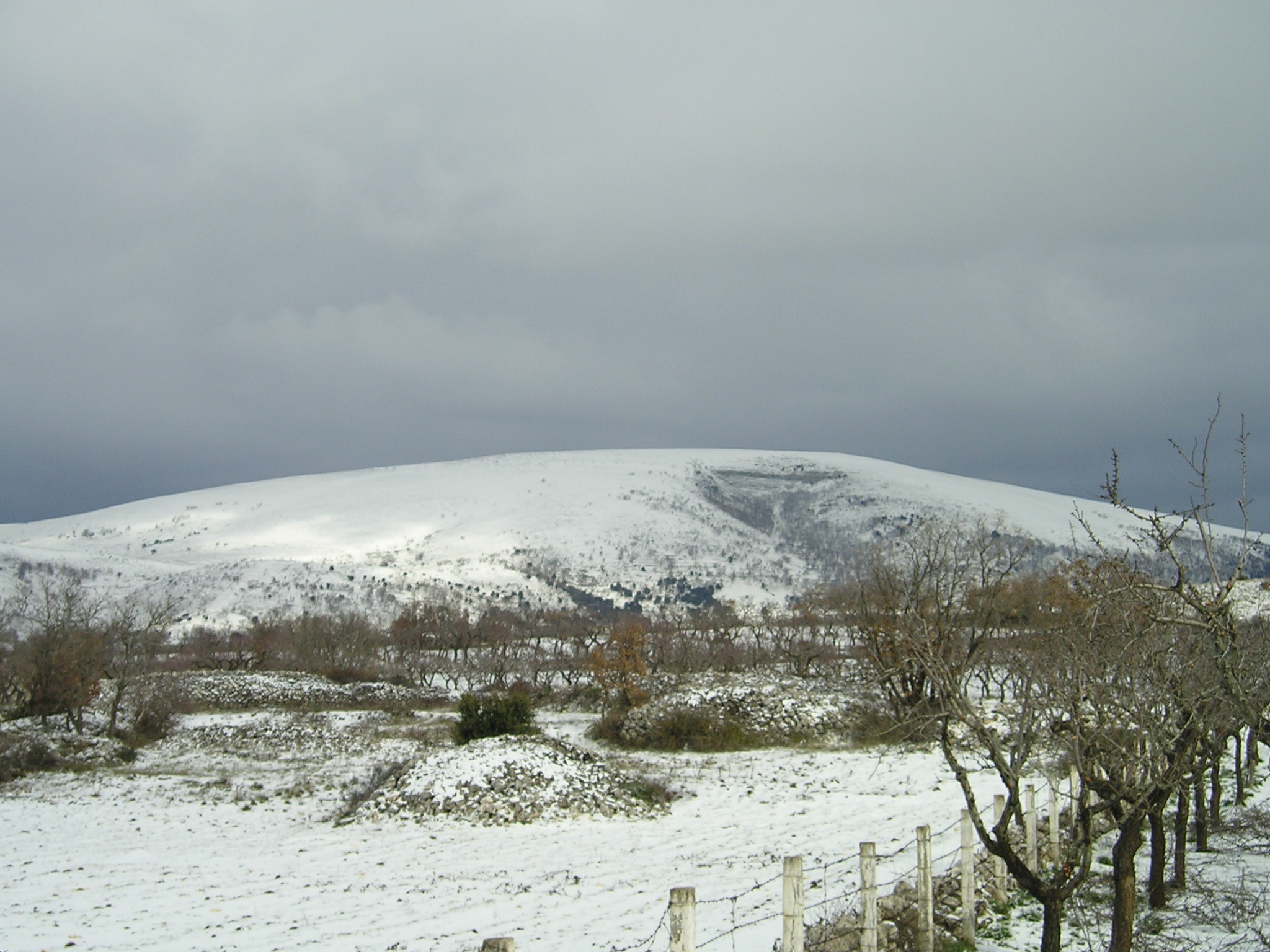
Il Monte Calvo con i 1056 è la cima più alta del Gargano

Il promontorio garganico presenta un andamento territoriale notevolmente diversificato, differenziandosi notevolmente dall'andamento monotono e pianeggiante del resto della Provincia di Foggia, qui infatti, si riscontrano gradienti altimetrici molto accentuati: in alcuni punti, attraverso uno spostamento di meno di dieci chilometri in linea d'aria, si passa da oltre mille metri d'altitudine al livello del mare.
Con un'altitudine massima di 1056 m s.l.m. ed un'estensione di circa 2100 km2, di cui 110 sono rappresentati dal Lago di Lesina e dal Lago di Varano, il Gargano è a tutti gli effetti un massiccio montuoso isolato che si erge tra il mare Adriatico e il Tavoliere. Le vette principali sono:
- Monte Calvo (1.056 m)
- Monte Nero (1.014 m)
- Monte Spigno (1.008 m)
- Monte Sacro (874 m)
- Monte Iacotenente (832 m)

L'accentuata montuosità della costa risulta essere una peculiarità assoluta rispetto al resto della fascia litorale adriatica a sud di Ancona.
Altra peculiarità sta nei dati forestali: oltre 39.000 ettari, ovvero il 18% del territorio garganico, sono coperti da boschi e macchia mediterranea, in una regione, la Puglia la cui percentuale è la più bassa d'Italia (7,5%).

## Pedologia
Da un punto di vista pedologico, il Gargano può essere diviso in tre sottosistemi che differiscono in quanto a pendenze, quote sul livello del mare e reticolo di drenaggio:
- Rilievi Pedegarganici: la morfologia dei suoli di questo sottosistema, va da ondulata a molto ondulata, determinando un reticolo di drenaggio dendritico a densità rada o media.

Le quote sono comprese tra i 50 ed i 300 metri slm.
L'uso del suolo è abbastanza diversificato: oliveti, seminativi ma anche aree a pascolo che si alternano ad aree incolte di macchia mediterranea.
La presenza di calcare nel terreno varia notevolmente da zona a zona.

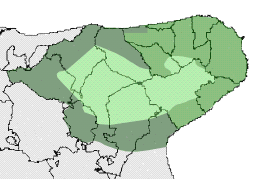
Suddivisione pedologica del Gargano

- Valli Fluviali: una sequenza ripetitiva di valli fluviali strette ed incassate, i cui versanti, erosi ed incisi, hanno elevate pendenze che generano un reticolo di drenaggio detritico ad alta densità. Le quote sono comprese tra il livello del mare ed i 700 metri.

Estremamente vario l'uso del suolo: aree incolte coperte da macchia mediterranea alta o bassa, aree boschive con prevalenza di lecci e faggi, rari seminativi, oliveti ed appezzamenti coltivati con ortaggi (specialmente in pianura).
- Altopiani garganici: aree caratterizzate da evidenti fenomeni carsici come doline e valli inattive. La caratteristica pedologica principale è che gli altopiani sono posti in diversi livelli, con quote che variano da 300 a 1000 metri sul livello del mare, con pendenze alquanto modeste interrotte da nette scarpate. Le pendenze lievi determinano un reticolo di drenaggio pressoché assente. L'uso del suolo è alquanto omogeneo: prevalentemente pascolo con aree boschive e seminativi nelle zone più fertili. I suoli sono non calcarei o scarsamente calcarei, tranne qualche concentrazione di carbonati in profondità.

## Idrografia
Si può dire che sul Gargano non vi esista un vero e proprio reticolo idrografico superficiale. Fa eccezione una piccola area a Nord, dove si concentrano i pochi corsi d'acqua di limitata lunghezza e di portata con caratteristiche stagionali, che sfociano nell'Adriatico nei territori comunali di Vico del Gargano e Rodi Garganico, oppure che si immettono nei laghi costieri di Lesina e Varano, due lagune d'acqua salmastra con una superficie totale di circa 110 km².

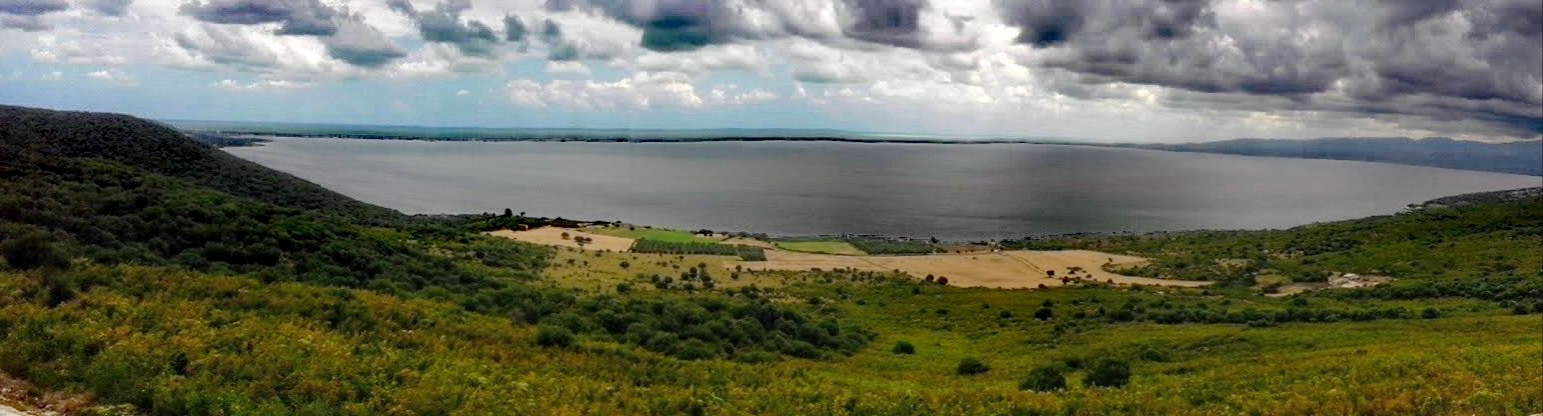
Lago di Varano

L'idrografia sotterranea, invece, è molto ricca: la grande diffusione di fenomeni carsici provoca l'infiltrazione immediata del 75% delle precipitazioni ricevute dal suolo. La distribuzione di rocce a diverso grado e tipo di permeabilità, determina la presenza di due ben distinti sistemi acquiferi dei quali l'uno (falda principale) occupa l'intero promontorio e l'altro (falda secondaria) è circoscritto alla zona di Vico e Ischitella.
Sul versante nord del promontorio, sono presenti due laghi costieri:
- il lago di Lesina, lungo 24,4 km e largo 2.4 km, ha un perimetro di quasi 50 km ed è a tutti gli effetti una laguna. È diviso in due bacini: uno minore su cui si affaccia l'omonima città di Lesina e uno più lungo detto Sacca Orientale. Le sponde lagunari sono leggermente inclinate, il fondo è tendenzialmente melmoso e regolare, conferendo una profondità media di 90 cm (è in assoluto la laguna meno profonda d'Italia)[18];
- il lago di Varano è il più grande dell'Italia meridionale (60,5 km²). Di forma tendenzialmente trapezoidale, è separato dal mare da una lingua di terra lunga 10 km detta l'Isola). È alimentato da numerose sorgenti subacquee di acqua dolce che scaturiscono dalle vicine montagne di Cagnano Varano. Celebre per la pesca delle anguille, anticamente il lago doveva essere un'insenatura la cui imboccatura venne chiusa da una forte bufera di mare che sommerse la città di Varano.[18]

## Carsismo
Sul Gargano i fenomeni carsici sono molto evidenti. Il più noto fenomeno carsico d'Europa esistente è rappresentato dalla Dolina Pozzatina, situata nel territorio di San Nicandro Garganico. Essa è lunga oltre 600 m., larga 400 m. e profonda quasi 100 m. con un perimetro di 1.850 m. Nei dintorni sono presenti numerose e piccole doline, denominate anche "grave". Le più note sono: la grave di San Leonardo e la grave di Campolato. Altri fenomeni carsici sono rappresentati dai "Valloni" che rendono il territorio molto accidentato. Nell'interno del territorio sono presenti molte grotte: Grotta Paglicci, Grotta dell'Angelo, Grotta di Pian della Macina, Grotta di Sassano, Grotta delle Streghe, Grotta dei Pilastri, Grotta di San Francato, Grotta di Pagani, Grotta di Minutillo, Grotta di San Martino, Grotte di Inversa delle Ripe ed altre minori. Altre grotte marine sono presenti lungo la costa tra Vieste e Mattinata.

## Geodesia e sismologia storica
L'energia energetico-vibrazionale emessa dal Vesuvio incide immediatamente sulla compressione e sull'inarcamento dell'Appennino così come la cella geodetica di base, che modella un'ampia area dell'Italia centro-meridionale, si espande dal centro collocato sul Vesuvio, fino ai due vulcani sottomarini Vavilov e Marsili, comprendendo l'intero promontorio garganico..
Lo studio della moderata attività sismica della penisola garganica è stato usato per individuare il movimento antiorario dell'Adriatico rispetto all'Eurasia, contemporaneo ad uno spostamento dell'Africa verso Nord-Ovest.
La compresenza di questi due movimenti ha indotto molti studiosi ad ipotizzare la presenza di una zona tettonica localizzata nell'Adriatico centrale che disaccoppia la sua parte settentrionale (indipendente dai movimenti di Africa ed Eurasia) da quella meridionale (dipendente dall'Africa).